# Calocarides
Genre
Synonymes
- sous-genre Calocaris (Calocarides) Wollebaek, 1908
- genre Euconaxius Trybom, 1904

Calocarides est un genre de crustacés décapodes de la famille des Axiidae.

## Liste des genres
Selon World Register of Marine Species (25 décembre 2017) :
- Calocarides amurensis (Kobjakova, 1937)
- Calocarides capensis Kensley, 1996
- Calocarides chani Kensley, Lin & Yu, 2000
- Calocarides coronatus (Trybom, 1904)
- Calocarides habereri (Balss, 1913)
- Calocarides lev (Zarenkov, 1989)
- Calocarides longispinis (McArdle, 1901)
- Calocarides macphersoni Kensley, 1996
- Calocarides okhotskensis Sakai, 2011
- Calocarides quinqueseriatus (Rathbun, 1902)
- Calocarides rudolfi (Zarenkov, 1989)
- Calocarides soyoi (Yokoya, 1933)
- Calocarides spinulicauda (Rathbun, 1902)
- Calocarides tenuicornis (de Man, 1905)

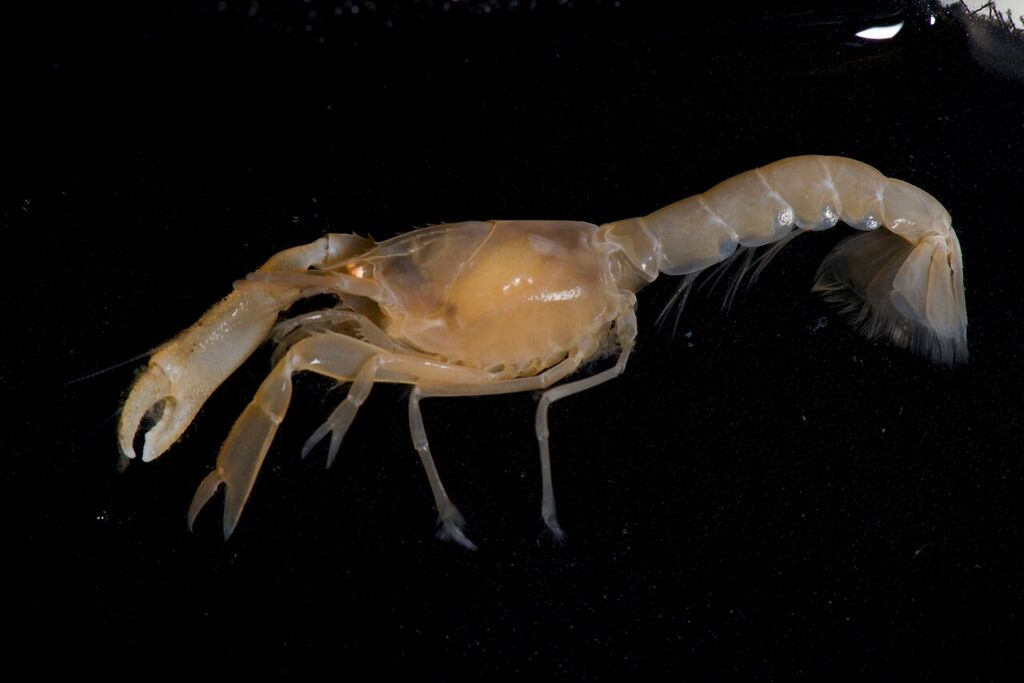
Calocarides coronatus

- Calocarides vigila Sakai, 1992